# Obelisco de la Gloria
El obelisco de la Gloria (en ruso: Обелиск Славы) es un monumento en la plaza de la Libertad de la localidad de Toliatti dedicado a los héroes de la Segunda Guerra Mundial (llamada, en Rusia, la "Gran Guerra Patria").
Debido a la construcción de la estación hidroeléctrica de Zhiguli en la década de 1950, la ciudad de Stávropol (rebautizada Toliatti en 1964) quedaba en la zona de inundación del nuevo embalse de Kuybyshev en el río Volga y fue completamente reconstruida en un nuevo sitio.
Parte del plan para la reubicación de Stávropol era ser un espacio dedicado a la memoria del poeta Alexander Pushkin. Pero en abril de 1957, algunos constructores jóvenes propusieron en su lugar erigir un monumento a los combatientes de la Gran Guerra Patria, a su propio costo. 30.000 rublos, que obtuvieron mediante la recogida de residuos de papel, chatarra, entre otros.
La ceremonia de inauguración del monumento fue el 26 de octubre de 1958. Desde ese día, la plaza de la Libertad ha sido un lugar central de la ciudad, y el nombre también se utiliza ahora para llamar a la zona de los alrededores.